# Plataforma9

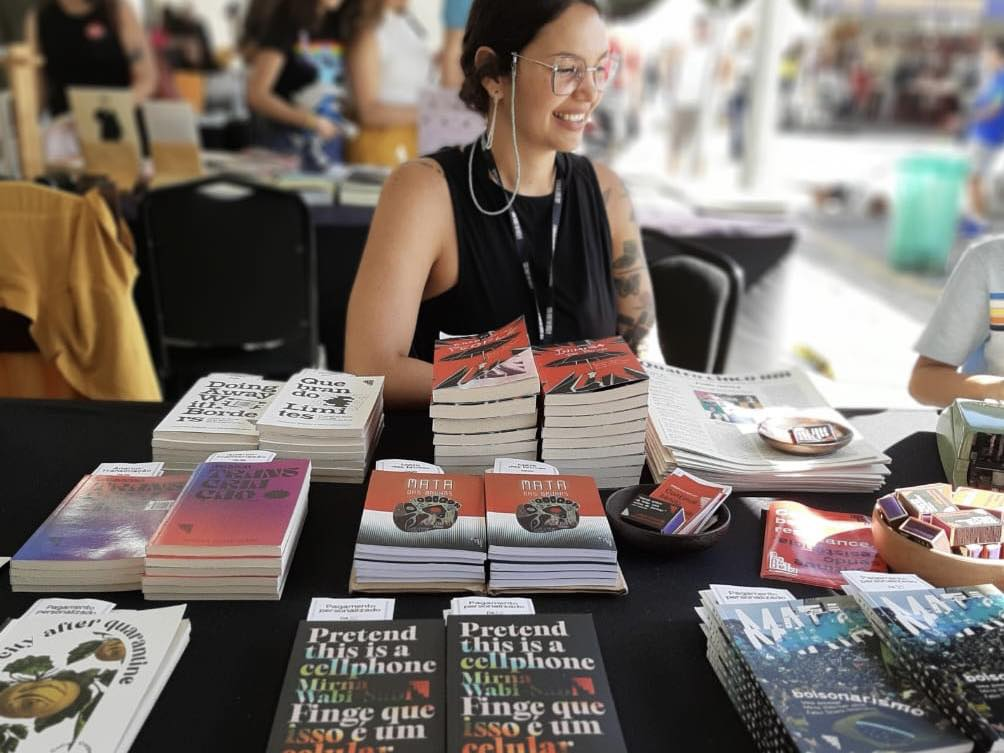
Mirna Wabi-Sabi representando a Plataforma9 na Feira do Livro em São Paulo em 2023

A Plataforma9 é uma editora de livros multilíngues de Niterói–RJ, fundada em janeiro de 2021 pela escritora Mirna Wabi-Sabi em colaboração com o fotojornalista Fabio Teixeira.

## Prémios
- 2021 A série "Brasil, Entre A Vida E A Morte" ganhou segundo lugar na categoria fotografia do 38º Prêmio Direitos Humanos de Jornalismo.[1]
- 2022 A série “A narrativa desumanizante em torno dos assassinatos policiais no Rio de Janeiro” ganhou menção honrosa no 44.º Prêmio Vladimir Herzog e primeiro lugar no 39º Prêmio Direitos Humanos de Jornalismo.[2]
- 2023 A série "Chacina Não Garante Segurança" recebeu menção honrosa no 40º Prêmio Direitos Humanos de Jornalismo.[3]
- 2024 Prêmio Portfólio FotoDoc 2024, com a série fotojornalística "Entre a vida e a morte nas ruas," do artigo "Os Desabrigados da Humanidade.”[4]
- 2025 A série "Os Desabrigados da Humanidade” ganhou o Prêmio Rei da Espanha de Jornalismo Internacional.[5]

## Palestras
- Formativo de Editores Iniciantes – FEI, [Módulo 4] Edição: Publicações Multilíngues, parte do projeto Tramas da Edição, aprovado pela Lei Paulo Gustavo (Secretaria de Cultura e Indústria Criativa do Estado de São Paulo), de janeiro a fevereiro de 2025.[6]
- Publicar é Resistir: O papel das pequenas editoras na diversidade literária. Casa da Leitura e do Conhecimento, na Bienal do Livro no Rio de Janeiro, 19 de junho de 2025.[7]

## Livros
| Título                                                                                         | Autores                                                       | Línguas           | Ano  |
| ---------------------------------------------------------------------------------------------- | ------------------------------------------------------------- | ----------------- | ---- |
| Por que a Economia não é uma Ciência Evolucionária?                                            | Thorstein Veblen, Mirna Wabi-Sabi                             | Português, Inglês | 2025 |
| Tudo que é sagrado é profanado                                                                 | Rhyd Wildermuth                                               | Português         | 2025 |
| A History of the Iranian Women's Rights Movement [DUBAI EDITION] لاله های سرکش جنبش زنان ایران | Donya Ahmadi                                                  | Inglês, Persa     | 2025 |
| Enquanto Você Toca                                                                             | Fabiana Lian, Juliana Negri                                   | Português         | 2024 |
| MATA dos minilagos                                                                             | Mirna Wabi-Sabi                                               | Português         | 2024 |
| Seeds and Tales                                                                                | Seeds Collective                                              | Português, Inglês | 2024 |
| A History of the Iranian Women's Rights Movement لاله های سرکش جنبش زنان ایران                 | Donya Ahmadi                                                  | Inglês, Persa     | 2023 |
| O movimento iraniano pelo direito das mulheres                                                 | Donya Ahmadi                                                  | Português, Inglês | 2023 |
| Finge Que Isso É Um Celular ◣ Pretend This Is A Cellphone                                      | Mirna Wabi-Sabi                                               | Português, Inglês | 2023 |
| MATA bolsonarismo                                                                              | Eduardo Barbosa, Felipe Lott, Mirna Wabi-Sabi, Fabio Teixeira | Português         | 2023 |
| Doing Away With Borders ◣ Quebrando Limites                                                    | Fernanda Grigolin                                             | Português, Inglês | 2022 |
| Uma Inimiga do Povo                                                                            | Henrik Ibsen, Mirna Wabi-Sabi                                 | Português         | 2022 |
| An Enemy of the People                                                                         | Henrik Ibsen, Mirna Wabi-Sabi                                 | Inglês            | 2022 |
| The City After Quarantine ◣ La Ciudad Después de la Cuarentena                                 | Cooperativa Conjunts                                          | Inglês, Espanhol  | 2021 |
| Anarcho-Transcreation ◣ Anarko-Transkreasi                                                     | Mirna Wabi-Sabi                                               | Inglês, Indonésio | 2021 |
| Anarco-Transcriação ◣ Anarcho-Transcreation                                                    | Mirna Wabi-Sabi                                               | Português, Inglês | 2021 |
| MATA das bruxas                                                                                | Patrick Farnsworth, Silvia Federici, Fabiana Faleiros         | Português         | 2021 |